# Makléř
Pojem makléř (z němčiny Makler) původně znamenal zprostředkovatele obchodů na burze, vždy konkrétní fyzickou osobu, jež danou odbornou obchodní činnost, investiční službu, přímo provádí, a to na základě licence od centrální banky.
Protože v poslední době se význam pojmu posouvá a za makléře se označují zprostředkovatelé obecněji, například už i v obchodě s nemovitostmi, lze pro zesílení původního finančnického pojmu burzovní makléř použít ne úplně přesný opisný dodatek "obchodník s cennými papíry", nebo jako pomůcku použít anglické označení broker.
Slovo broker označuje osobu nebo subjekt, který zajišťuje transakce mezi kupujícím a prodávajícím.

## Původ slova
Makléř pochází z německého der Makler, to zas z nizozemského Makeler, které souvisí s německým Macher, tedy ve významu „ten, kdo věc dělá“.

## Původní použití slova, burzovní makléř
Právní postavení burzovního makléře (brokera) stanoví v České republice Zákon č. 256/2004 Sb. o podnikání na kapitálovém trhu. Makléř musí mít příslušné oprávnění, makléřskou licenci, jejíž podmínkou je dnes úspěšné složení makléřské zkoušky.

## Přenesené významy, finanční makléři
Makléř se stranami, v jejichž zájmu jedná, uzavírá smlouvu o zastoupení, podle obchodního zákoníku.
- Je pak povinen dbát zájmu svého zákazníka,
- jedná na účet a riziko
  - komitenta, svým jménem,
  - mandanta, jeho jménem,
- ručí za škody, které svým jednáním způsobil,
- a má právo na smluvně stanovenou odměnu (provizi) a na úhradu nákladů spojenou s činností, podle ustanoveni smlouvy.

Význam činnosti makléře spočívá v tom, že má pro daný regulovaný obor udělenu licenci. Účelem licence je garantovat alespoň minimální nutnou úroveň potřebných znalostí, například práva a povinnosti. Licence uděluje a kontrolu a dohled nad nimi mají buď oborové organizace nebo přímo ČNB. Tyto organizace pak také vedou registry oprávněných osob.

### Pojišťovací zprostředkovatel
Činnost pojišťovacích zprostředkovatelů a likvidátorů pojistných událostí v ČR upravuje zákon č. 124/2008 Sb. s účinností od 1. července 2008, který změnil původní zákon č. 38/2004 Sb.
V oboru zprostředkování pojištění je několik možností:
- například podřízený pojišťovací zprostředkovatel (PPZ) má smluvní (komisionářský) vztah s nadřízeným, vystupuje svým jménem, ale na účet a riziko nadřízeného komitenta. Navíc může zastupovat i vícero nadřízených komitentů, není vázaný na jediného.
- na rozdíl od něj třeba výhradní pojišťovací agent, který také stále jedná svým jménem, je smlouvou o zprostředkování vázán k výhradně jedinému nadřízenému komitentovi, kterého pak zastupuje za zvýhodněných podmínek, v porovnání s flexibilnějším PPZ.

Pojišťovací zprostředkovatel tedy má smluvní vztah k pojišťovně (i přeneseně přes delší řetězec vztahů), ne však k pojistníkovi: Na jeho pojistné smlouvě nefiguruje, není na ní smluvní stranou. Naopak smlouvu pro pojišťovnu jen zprostředkovává, během ústního jednání vystupuje jejím jménem.

## Další významy, realitní makléř
Pro podnikání OSVČ v roli realitního makléře je rovněž potřeba určitá kvalifikace, například právní, stavební, či ekonomická, ale jde o zcela odlišný obor od činnosti finančního makléře.